# Cissy Fitzgerald
Cissy Fitzgerald, nata Marie Kathleen Kipping (Inghilterra, 20 giugno 1873 – Ovingdean, 10 maggio 1941), è stata un'attrice britannica.
Morì il 10 maggio 1941 a Ovingdean, nel Sussex all'età di 67 anni.

## Filmografia
- Mary Jane, regia di George D. Baker - cortometraggio (1913)
- The Accomplished Mrs. Thompson, regia di Wilfrid North - cortometraggio (1914)
- The Ladies' War, regia di Wilfrid North - cortometraggio (1914)
- The Win(k)some Widow, regia di Edmond F. Stratton (1914)
- Mary Jane Entertains, regia di George D. Baker - cortometraggio (1914)
- The Man Behind the Door, regia di Wally Van (1914)
- How to Do It and Why; or, Cutey at College, regia di Wally Van - cortometraggio (1914)
- The Dust of Egypt, regia di George D. Baker (1915)
- Oro fluente (Flowing Gold), regia di Joseph De Grasse (1924)
- I'll Show You the Town, regia di Harry A. Pollard (1925)
- The Love Thief, regia di John McDermott (1926)
- Her Big Night, regia di Melville W. Brown (1926)
- Redheads Preferred, regia di Allen Dale (1926)
- McFadden's Flats, regia di Richard Wallace (1927)
- Women Love Diamonds, regia di Edmund Goulding (1927)
- Matinee Ladies, regia di Byron Haskin (1927)